# José Moldes Castro
José Moldes Castro o José de Moldes (Porráns, Barro, Pontevedra, 1915 - 1987). Creador del primer automóvil diseñado y construido en Galicia.

## Biografía
Hijo de Ángel Moldes Barreiro, alcalde de Barro (fallecido en 1938), durante su juventud, en los años treinta, José Moldes fue Tesorero del Partido Galeguista, antes del golpe de Estado militar de 1936.
Como emprendedor fue el diseñador, en 1949, y constructor, en 1950, del primer automóvil diseñado y construido en Galicia, bautizado como El Coso, "una nueva propuesta de vehículo hecha desde Porranes (Porráns) mucho antes de que la Seat pusiera a la venta su popular seiscientos." y que circuló por la provincia de Pontevedra durante más de tres años, hasta que en 1953 fue retirado de la circulación por orden del Jefe de Obras Públicas. La escritora Emma Tilves Pazos recogió testimonio:

La seducción por la modernidad fue capaz de tentar a José de Moldes con el empeño de diseñar y construir un coche; una nueva propuesta de vehículo hecha desde Porranes (Porráns) mucho antes de que la Seat pusiera a la venta su popular seiscientos. Apenas queda más memoria del invento que las referencias orales de los que participaron en el proyecto y unas pocas fotografías de Reinaldo hechas en el taller de bicicletas mientras lo estaban haciendo. Se sabe que llevaba un motor de gasolina de tres caballos, que se decía que era un motor de regar adaptado, que tenía tracción trasera hecha con una cadena de bicicleta y que contaba con un habitáculo para dos plazas, además de espacio trasero para carga. Llegó a estar en circulación e incluso a superar las bromas de los chicos que le metían clavos en las ruedas, pero, después de más de tres años rodando y haciendo servicios de mercancías y pequeños viajes entre la clandestinidad y la aventura, en 1953 el jefe de obras públicas de Pontevedra ordenó “…que ese coso no salga más a la carretera”. Fue una paradoja que la orden de su retiro definitivo de circulación fuese también la que lo bautizaría porque a partir de entonces el coche de José de Moldes fue conocido de broma como O Coso […].

Así lo recordaba su hijo, el político, profesor y diplomático Francisco Javier Moldes Fontán:

Cuando lo trajo a Industria a Pontevedra creo que le faltaban algunos detalles técnicos, pero se quedaron maravillados. Yo apenas tenía ocho años y recuerdo que el coche estuvo después muchos años aparcado en el taller.

El Coso se anticipó al carísimo Pegaso Z-102 de la autárquica ENASA, diseñado por el catalán Wifredo Ricart, al primer SEAT (1953), el 1400, de diseño italiano (FIAT) y al Renault 4CV, de diseño francés y producido por FASA desde 1953, el único de ellos que llegaría a ser realmente popular. También se anticipó a los primeros automóviles Barreiros, del orensano Eduardo Barreiros, con quien Moldes tuvo relación, que tardaron en aparecer -en 1954- por las trabas administrativas de los sucesivos gobiernos de Franco durante los años cincuenta. No es casual que en 1953, justo el año de la comercialización de los primeros automóviles españoles, el representante provincial del Ministerio de Obras Públicas ordenase retirar de la circulación el automóvil de producción artesanal de José Moldes, que hasta entonces había circulado sin problemas por la provincia durante más de tres años.
Junto con el catalán Eusebio Cortés Chertó, que construyó sus coches entre 1946 y 1950, Moldes fue, entre 1949 y 1953, uno de los pioneros que movilizaron su ingenio ante la práctica ausencia de una industria española del automóvil durante la primera etapa de autarquía de la posguerra.

## Ascendencia y descendencia
Fue padre de Francisco Javier Moldes Fontán y abuelo de Diego Moldes.
Es muy probable que un antepasado directo, o al menos perteneciente a su árbol genealógico con seguridad, fuese el alcalde de Salta, el gallego Juan Antonio de Moldes y González, oriundo de Barro (Pontevedra), padre de los revolucionarios argentinos Eustoquio Moldes y José Moldes (Cf. Biografía de José Moldes (enlace roto disponible en Internet Archive; véase el historial, la primera versión y la última).).